# Les, Catalunya
Les là một đô thị trong tỉnh Lleida, cộng đồng tự trị Catalunya Tây Ban Nha. Đô thị Les có diện tích là 23,45 ki-lô-mét vuông, dân số năm 2009 là 983 người với mật độ 41,92 người/km². Đô thị Les có cự ly km so với tỉnh lỵ Lleida.